# Los Goliardos
 (juillet 2023).
Si vous disposez d'ouvrages ou d'articles de référence ou si vous connaissez des sites web de qualité traitant du thème abordé ici, merci de compléter l'article en donnant les références utiles à sa vérifiabilité et en les liant à la section « Notes et références ».
Los Goliardos est une troupe de théâtre indépendante espagnole fondée en 1964 et dirigée par Angel Facio. 

## Histoire
Ses membres fondateurs étaient des étudiants de la faculté de sciences politiques de l'université Complutense de Madrid. Parmi eux se trouvaient Félix Rotaeta, Gloria Muñoz, Ana Maria Drack, Santiago Ramos, Mario Gas, Mercedes Guillamón et Pedro Almodóvar. 
La troupe se sépare en 1974 pour reprendre son activité théâtrale en 1986 en tant que société jusqu'en 1990. Depuis 2011, elle existe en tant que « Fondation Los Goliardos » avec Angel Facio comme président fondateur.

## Production
Strip-tease de Sławomir Mrożek, Histoires de Juan de Buenalma de Lope de Rueda, Cérémonie pour un noir assassiné de Fernando Arrabal ou La Noce chez les petits bourgeois de Bertolt Brecht sont quelques-unes des œuvres que la troupe Los Goliardos a joué dans le cadre des festivals de théâtre en Europe.